# Spillville
Spillville est une ville, du comté de Winneshiek en Iowa, aux États-Unis. Elle est incorporée le 5 décembre 1894.

## Source de la traduction
- (en) Cet article est partiellement ou en totalité issu de l’article de Wikipédia en anglais intitulé « Spillville, Iowa » (voir la liste des auteurs).